# جيلز ويليام لونغ
جيلز ويليام لونغ (بالإنجليزية: Gillis William Long) هو محامي وسياسي أمريكي، ولد في 4 مايو 1923 في الولايات المتحدة، وتوفي في 20 يناير 1985 في نفس البلد. حزبياً، نشط في الحزب الديمقراطي. وقد انتخب عضو مجلس النواب الأمريكي.